# یمزلی بالا
یمزلی بالا (ترکی آذربایجانی: Yuxarı Yeməzli) یک منطقهٔ مسکونی در جمهوری آرتساخ است که در استان کاشاتاق واقع شده‌است.